# USS Hawaii (SSN-776)
Pour les autres navires du même nom, voir USS Hawaii.
L’USS Hawaii (SSN-776) est un sous-marin nucléaire d'attaque de classe Virginia de l’US Navy, mis en service en mai 2007. Il est armé de missiles de croisière Tomahawk et de torpilles Mark 48.